# سزار کاماچو
سزار کاماچو (انگلیسی: César Camacho؛ زادهٔ ۱۵ مارس ۱۹۴۳) دانشمند در زمینه تئوری سامانه‌های پویا اهل برزیل و از نظریه‌پردازان سامانه‌های دینامیکی است.